# Ivan Nevistić
Ivan Nevistić (Đakovo, 31 luglio 1998) è un calciatore croato, portiere della Dinamo Zagabria.

## Carriera

### Club
Cresciuto nel settore giovanile di Osijek e Rijeka, ha debuttato fra i professionisti il 19 agosto 2017 disputando con il Varaždin l'incontro di 2. HNL pareggiato contro il Novigrad.

### Nazionale
Ha giocato in tutte le nazionali giovanili croate.

## Statistiche

### Presenze e reti nei club
Statistiche aggiornate al 2 ottobre 2024.
| Stagione               | Squadra                | Campionato             | Campionato | Campionato | Coppe nazionali | Coppe nazionali | Coppe nazionali | Coppe continentali | Coppe continentali | Coppe continentali | Altre coppe | Altre coppe | Altre coppe | Totale | Totale | Totale |
| Stagione               | Squadra                | Comp                   | Pres       | Reti       | Comp            | Pres            | Reti            | Comp               | Pres               | Reti               | Comp        | Pres        | Reti        | Pres   | Reti   |        |
| ---------------------- | ---------------------- | ---------------------- | ---------- | ---------- | --------------- | --------------- | --------------- | ------------------ | ------------------ | ------------------ | ----------- | ----------- | ----------- | ------ | ------ | ------ |
| 2017-2018              | Varaždin               | 2.HNL                  | 32+2       | -32 + -3   | CC              | 1               | -2              | -                  | -                  | -                  | -           | -           | -           | 35     | -37    |        |
| 2018-gen. 2019         | NŠ Mura                | 1.SNL                  | 0          | 0          | CS              | 1               | -1              | -                  | -                  | -                  | -           | -           | -           | 1      | -1     |        |
| gen.-giu. 2019         | Varaždin               | 2.HNL                  | 12         | -10        | CC              | -               | -               | -                  | -                  | -                  | -           | -           | -           | 12     | -10    |        |
| 2019-2020              | Varaždin               | 1.HNL                  | 36         | -50        | CC              | 2               | -4              | -                  | -                  | -                  | -           | -           | -           | 38     | -54    |        |
| Totale Varaždin        | Totale Varaždin        | Totale Varaždin        | 82         | -95        |                 | 3               | -6              |                    | -                  | -                  |             | -           | -           | 85     | -101   |        |
| 2020-2021              | Rijeka                 | 1.HNL                  | 33         | -43        | CC              | 2               | -4              | UEL                | 8                  | -12                | -           | -           | -           | 43     | -59    |        |
| 2021-2022              | Lokomotiva Zagabria    | 1.HNL                  | 26         | -36        | CC              | 3               | -9              | -                  | -                  | -                  | -           | -           | -           | 29     | -45    |        |
| 2022-2023              | Dinamo Zagabria        | 1.HNL                  | 1          | 0          | CC              | 1               | 0               | UCL                | 0                  | 0                  | SC          | 0           | 0           | 2      | 0      |        |
| 2023-2024              | Dinamo Zagabria        | 1.HNL                  | 21         | -13        | CC              | 4               | -1              | UCL+UEL+UECL       | 0+2+7              | 0 + -5 + -10       | SC          | 0           | 0           | 34     | -29    |        |
| 2024-2025              | Dinamo Zagabria        | 1.HNL                  | 8          | -9         | CC              | 0               | 0               | UCL                | 4                  | -11                | -           | -           | -           | 12     | -20    |        |
| Totale Dinamo Zagabria | Totale Dinamo Zagabria | Totale Dinamo Zagabria | 30         | -22        |                 | 5               | -1              |                    | 13                 | -26                |             | 0           | 0           | 48     | -49    |        |
| Totale carriera        | Totale carriera        | Totale carriera        | 171        | -196       |                 | 14              | -21             |                    | 21                 | -38                |             | -           | -           | 206    | -255   |        |

### Cronologia presenze e reti in nazionale
| Cronologia completa delle presenze e delle reti in nazionale ― Croazia under 21 | Cronologia completa delle presenze e delle reti in nazionale ― Croazia under 21 | Cronologia completa delle presenze e delle reti in nazionale ― Croazia under 21 | Cronologia completa delle presenze e delle reti in nazionale ― Croazia under 21 | Cronologia completa delle presenze e delle reti in nazionale ― Croazia under 21 | Cronologia completa delle presenze e delle reti in nazionale ― Croazia under 21 | Cronologia completa delle presenze e delle reti in nazionale ― Croazia under 21 | Cronologia completa delle presenze e delle reti in nazionale ― Croazia under 21 |
| Data                                                                            | Città                                                                           | In casa                                                                         | Risultato                                                                       | Ospiti                                                                          | Competizione                                                                    | Reti                                                                            | Note                                                                            |
| ------------------------------------------------------------------------------- | ------------------------------------------------------------------------------- | ------------------------------------------------------------------------------- | ------------------------------------------------------------------------------- | ------------------------------------------------------------------------------- | ------------------------------------------------------------------------------- | ------------------------------------------------------------------------------- | ------------------------------------------------------------------------------- |
| 11-10-2019                                                                      | Zalaegerszeg                                                                    | Ungheria under 21                                                               | 1 – 4                                                                           | Croazia under 21                                                                | Amichevole                                                                      | -                                                                               | 46’                                                                             |
| Totale                                                                          |                                                                                 | Presenze                                                                        | 1                                                                               |                                                                                 | Reti                                                                            | 0                                                                               |                                                                                 |

## Palmarès

### Club

#### Competizioni nazionali
- Campionato croato: 2

Dinamo Zagabria: 2022-2023, 2023-2024
- Coppa di Croazia: 1

Dinamo Zagabria: 2023-2024
- Supercoppa di Croazia: 1

Dinamo Zagabria: 2023